# تويوهيرو أكياما
تويوهيرو أكياما (مواليد 22 يوليو 1942) هو صحفي تلفزيوني ياباني متقاعد وأستاذ بجامعة كيوتو للفنون والتصميم. في 1990 أصبح أول ياباني يسافر للفضاء.